# Бліщиці
Бліщиці (пол. Bliszczyce) — село в Польщі, у гміні Браниці Ґлубчицького повіту Опольського воєводства.
Населення — 555 осіб (2011).

## Демографія
Демографічна структура станом на 31 березня 2011 року:
|          | Загалом | Допрацездатний вік | Працездатний вік | Постпрацездатний вік |
| -------- | ------- | ------------------ | ---------------- | -------------------- |
| Чоловіки | 233     | 34                 | 178              | 21                   |
| Жінки    | 322     | 42                 | 169              | 111                  |
| Разом    | 555     | 76                 | 347              | 132                  |